# Sozialgericht Karlsruhe
Das Sozialgericht Karlsruhe ist ein Gericht der Sozialgerichtsbarkeit. Das Gericht ist eines von acht Sozialgerichten in Baden-Württemberg und hat seinen Sitz in Karlsruhe.

## Gerichtsgebäude

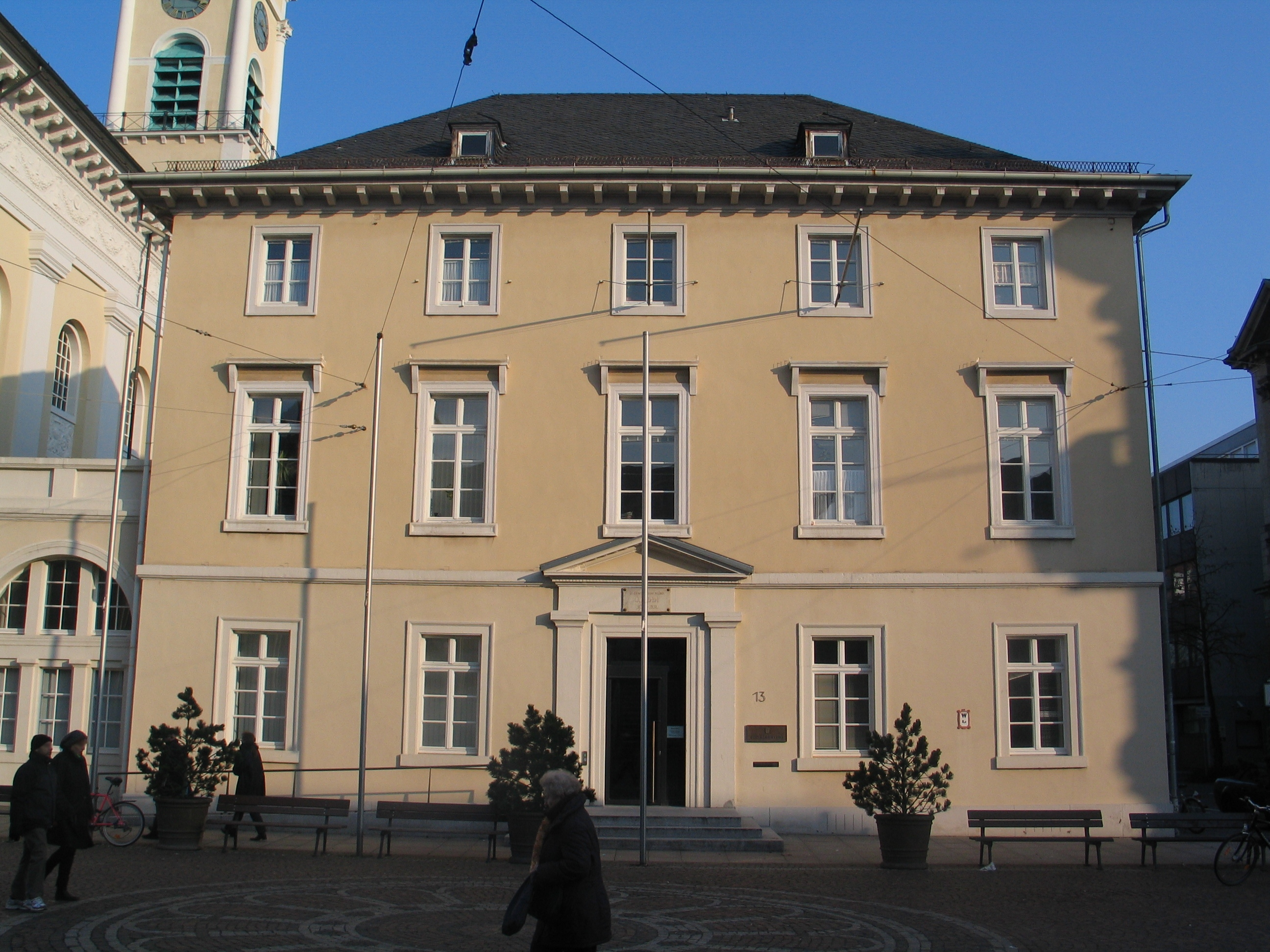
Sozialgericht Karlsruhe

Das Gerichtsgebäude des Sozialgerichts Karlsruhe befindet sich am Marktplatz in der Karl-Friedrich-Straße 13, einem Seitengebäude der Evangelische Stadtkirche, dem von Friedrich Weinbrenner errichteten früheren Lyzeum.

## Gerichtsbezirk  und übergeordnete Gerichte
Das Gericht ist örtlich für die Stadt Karlsruhe, den Landkreis Karlsruhe, den Landkreis Pforzheim, den Enzkreis, den Landkreis Calw, den Landkreis Rastatt und die Stadt Baden-Baden zuständig. Die sachliche Zuständigkeit ergibt sich aus dem Sozialgerichtsgesetz.
Auf Landesebene ist das Landessozialgericht Baden-Württemberg in Stuttgart das übergeordnete Gericht. Diesem ist wiederum das Bundessozialgericht, in Kassel angesiedelt, übergeordnet.